# Туймекентский сельский округ
Туймеке́нтский се́льский окру́г (ранее — Будённовский сельсове́т, каз. Түймекент ауылдық округі) — административная единица в составе Байзакского района Жамбылской области Казахстана.
Административный центр — аул Туймекент.

## История
В 1989 году существовал как Будённовский сельсовет в составе двух населённых пунктов: Будённовка (ныне — Туймекент, административный центр) и Джамбул (ныне — Акжар).
Постановлением Пpезидиума Веpховного Совета Республики Казахстан от 4 мая 1993 года «Об упоpядочении тpанскрибиpования на pусском языке казахских топонимов, наименовании и пеpеименовании отдельных администpативно-теppитоpиальных единиц Республики Казахстан»:
- село Будённовка было переименовано в село Туймекент;
- село Джамбул было переименовано в село Акжар.

В периоде 1991—1998 годов сельсовет был преобразован в сельский округ в соответствии с реформами административно-территориального устройства Республики Казахстан.

## Население
| Численность населения | Численность населения | Численность населения |
| 1989                  | 1999                  | 2009                  |
| --------------------- | --------------------- | --------------------- |
| 5632                  | ↗5792                 | ↗6293                 |

## Состав
| № | Населённый пункт | Тип населённого пункта      | Население, 1989 | Население, 1999 | Население, 2009 |
| - | ---------------- | --------------------------- | --------------- | --------------- | --------------- |
| 1 | Акжар            | аул                         | 1 202           | ↗1 281          | ↘1 098          |
| 2 | Туймекент        | аул, административный центр | 4 430           | ↗4 511          | ↗5 195          |